# Saison 2008-2009 des Canadiens de Montréal
Autres saisons
Saison précédente Saison suivante
La saison 2008-2009 de hockey sur glace est la quatre-vingt-dix-neuvième saison des Canadiens de Montréal. Ils évoluent au cours de cette saison dans la Ligue nationale de hockey.

## Classements
- Pour les significations des abréviations, voir statistiques du hockey sur glace.
- Les franchises championnes de division sont classées aux trois premières places de chaque association ; les équipes classées aux huit premières places de chaque association sont qualifiées pour les séries éliminatoires et sont indiquées dans des lignes de couleur.

| Clt   | Équipe                    | Division   | PJ | V  | D  | DP | BP  | BC  | Pts |
| ----- | ------------------------- | ---------- | -- | -- | -- | -- | --- | --- | --- |
| +001, | Bruins de Boston          | Nord-Est   | 82 | 53 | 19 | 10 | 274 | 196 | 116 |
| +002, | Capitals de Washington    | Sud-Est    | 82 | 50 | 24 | 8  | 272 | 245 | 108 |
| +003, | Devils du New Jersey      | Atlantique | 82 | 51 | 27 | 4  | 244 | 209 | 106 |
| +004, | Penguins de Pittsburgh    | Atlantique | 82 | 45 | 28 | 9  | 264 | 239 | 99  |
| +005, | Flyers de Philadelphie    | Atlantique | 82 | 44 | 27 | 11 | 264 | 238 | 99  |
| +006, | Hurricanes de la Caroline | Sud-Est    | 82 | 45 | 30 | 7  | 239 | 226 | 97  |
| +007, | Rangers de New York       | Atlantique | 82 | 43 | 30 | 9  | 210 | 218 | 95  |
| +008, | Canadiens de Montréal     | Nord-Est   | 82 | 41 | 30 | 11 | 249 | 247 | 93  |
| +009, | Panthers de la Floride    | Sud-Est    | 82 | 41 | 30 | 11 | 234 | 231 | 93  |
| +010, | Sabres de Buffalo         | Nord-Est   | 82 | 41 | 32 | 9  | 250 | 234 | 91  |
| +011, | Sénateurs d'Ottawa        | Nord-Est   | 82 | 36 | 35 | 11 | 217 | 237 | 83  |
| +012, | Maple Leafs de Toronto    | Nord-Est   | 82 | 34 | 35 | 13 | 250 | 293 | 81  |
| +013, | Thrashers d'Atlanta       | Sud-Est    | 82 | 35 | 41 | 6  | 257 | 280 | 76  |
| +014, | Lightning de Tampa Bay    | Sud-Est    | 82 | 24 | 40 | 18 | 210 | 279 | 66  |
| +015, | Islanders de New York     | Atlantique | 82 | 26 | 47 | 9  | 201 | 279 | 61  |

## Matchs préparatoires

### Septembre
| No | Date         | Visiteur               | Heure | Score | Pr | Domicile              | Fiche | Aréna                     | Gardien de but                    | Poste de Télévision |
| -- | ------------ | ---------------------- | ----- | ----- | -- | --------------------- | ----- | ------------------------- | --------------------------------- | ------------------- |
| 1  | 22 septembre | Canadiens de Montréal  | 18h00 | 3-8   |    | Bruins de Boston      | 0-1-0 | Halifax (Nouvelle-Écosse) | Jaroslav Halák et Marc Denis      |                     |
| 2  | 23 septembre | Sabres de Buffalo      | 19h00 | 2-3   |    | Canadiens de Montréal | 1-1-0 | Roberval (Québec)         | Marc Denis                        |                     |
| 3  | 24 septembre | Canadiens de Montréal  | 19h30 | 3-2   | SO | Red Wings de Détroit  | 2-1-0 | Joe Louis Arena           | Carey Price et Cédrick Desjardins |                     |
| 4  | 26 septembre | Sénateurs d'Ottawa     | 19h30 | 0-5   |    | Canadiens de Montréal | 3-1-0 | Centre Bell               | Jaroslav Halák                    |                     |
| 5  | 27 septembre | Canadiens de Montréal  | 19h00 | 1-3   |    | Sénateurs d'Ottawa    | 3-2-0 | Kanata (Ontario)          | Cédrick Desjardins et Marc Denis  |                     |
| 6  | 28 septembre | Panthers de la Floride | 19h00 | 2-3   | SO | Canadiens de Montréal | 4-2-0 | Centre Bell               | Jaroslav Halák                    |                     |
| 7  | 30 septembre | Red Wings de Détroit   | 19h30 | 1-2   | SO | Canadiens de Montréal | 5-2-0 | Centre Bell               | Carey Price                       |                     |

### Octobre
| No | Date        | Visiteur          | Heure | Score | Pr | Domicile              | Fiche | Gardien de but | Aréna       | Poste de Télévision |
| -- | ----------- | ----------------- | ----- | ----- | -- | --------------------- | ----- | -------------- | ----------- | ------------------- |
| 8  | 1er octobre | Bruins de Boston  | 19h30 | 1-3   |    | Canadiens de Montréal | 6-2-0 | Jaroslav Halák | Centre Bell |                     |
| 9  | 4 octobre   | Wild du Minnesota | 19h00 | 3-0   |    | Canadiens de Montréal | 6-3-0 | Carey Price    | Centre Bell |                     |

## Saison régulière

### Octobre
| No | Date       | Visiteur                  | Heure | Score | Pr | Domicile               | Fiche | Pts | Gardien de but | Aréna              | Poste de Télévision                     |
| -- | ---------- | ------------------------- | ----- | ----- | -- | ---------------------- | ----- | --- | -------------- | ------------------ | --------------------------------------- |
| 1  | 10 octobre | Canadiens de Montréal     | 19h30 | 1-2   | SO | Sabres de Buffalo      | 0-0-1 | 1   | Carey Price    | HSBC Arena         | RDS (HD), MSG Buffalo                   |
| 2  | 11 octobre | Canadiens de Montréal     | 19h00 | 6-1   |    | Maple Leafs de Toronto | 1-0-1 | 3   | Jaroslav Halák | Centre Air Canada  | RDS (HD), CBC (HD)                      |
| 3  | 13 octobre | Canadiens de Montréal     | 19h00 | 5-3   |    | Flyers de Philadelphie | 2-0-1 | 5   | Carey Price    | Wachovia Center    | RDS (HD), CSN Philadelphie              |
| 4  | 15 octobre | Bruins de Boston          | 19h30 | 3-4   | SO | Canadiens de Montréal  | 3-0-1 | 7   | Carey Price    | Centre Bell        | RDS (HD), TSN (HD), NESN (HD)           |
| 5  | 18 octobre | Coyotes de Phoenix        | 19h00 | 1-4   |    | Canadiens de Montréal  | 4-0-1 | 9   | Carey Price    | Centre Bell        | RDS (HD), CBC (HD), FSN Arizona         |
| 6  | 20 octobre | Panthers de la Floride    | 19h30 | 1-3   |    | Canadiens de Montréal  | 5-0-1 | 11  | Jaroslav Halák | Centre Bell        | RDS (HD), Versus (HD), FSN Florida (HD) |
| 7  | 25 octobre | Ducks d'Anaheim           | 19h00 | 6-4   |    | Canadiens de Montréal  | 5-1-1 | 11  | Carey Price    | Centre Bell        | CBC (HD), RDS (HD)                      |
| 8  | 28 octobre | Hurricanes de la Caroline | 19h30 | 2-3   | SO | Canadiens de Montréal  | 6-1-1 | 13  | Carey Price    | Centre Bell        | RDS (HD)                                |
| 9  | 30 octobre | Canadiens de Montréal     | 20h00 | 2-1   |    | Wild du Minnesota      | 7-1-1 | 15  | Carey Price    | Xcel Energy Center | RDS (HD), KSTC                          |

### Novembre
| No | Date         | Visiteur               | Heure | Score | Pr | Domicile                  | Fiche  | Pts | Gardien de but | Aréna                             | Poste de Télévision                                           |
| -- | ------------ | ---------------------- | ----- | ----- | -- | ------------------------- | ------ | --- | -------------- | --------------------------------- | ------------------------------------------------------------- |
| 10 | 1er novembre | Canadiens de Montréal  | 19h00 | 5-4   |    | Islanders de New York     | 8-1-1  | 17  | Carey Price    | Nassau Veterans Memorial Coliseum | RDS (HD), CBC (HD), MSG Plus (HD)                             |
| 11 | 7 novembre   | Canadiens de Montréal  | 19h00 | 3-4   | SO | Blue Jackets de Columbus  | 8-1-2  | 18  | Jaroslav Halák | Nationwide Arena                  | RDS (HD), NHL Network (Canada), FSN Ohio                      |
| 12 | 8 novembre   | Canadiens de Montréal  | 19h00 | 3-6   |    | Maple Leafs de Toronto    | 8-2-2  | 18  | Carey Price    | Centre Air Canada                 | RDS (HD), CBC (HD), NHL Network États-Unis                    |
| 13 | 11 novembre  | Sénateurs d'Ottawa     | 19h30 | 0-4   |    | Canadiens de Montréal     | 9-2-2  | 20  | Carey Price    | Centre Bell                       | RDS (HD), TSN (HD)                                            |
| 14 | 13 novembre  | Canadiens de Montréal  | 19h00 | 1-6   |    | Bruins de Boston          | 9-3-2  | 20  | Carey Price    | TD Bank North Garden              | NHL Network (Canada), RDS (HD), NESN (HD)                     |
| 15 | 15 novembre  | Flyers de Philadelphie | 19h00 | 2-1   |    | Canadiens de Montréal     | 9-4-2  | 20  | Jaroslav Halák | Centre Bell                       | RDS (HD), CBC (HD), CW                                        |
| 16 | 16 novembre  | Canadiens de Montréal  | 18h00 | 3-2   | SO | Blues de Saint-Louis      | 10-4-2 | 22  | Carey Price    | Scottrade Center                  | RDS (HD), FSN Midwest (HD), NHL Network (Canada)              |
| 17 | 18 novembre  | Canadiens de Montréal  | 19h00 | 1-2   |    | Hurricanes de la Caroline | 10-5-2 | 22  | Carey Price    | RBC Center                        | RDS (HD), TSN (HD)                                            |
| 18 | 20 novembre  | Canadiens de Montréal  | 19h00 | 3-2   | SO | Sénateurs d'Ottawa        | 11-5-2 | 24  | Carey Price    | Place Banque Scotia               | RDS (HD), Sports Net Est (HD)                                 |
| 19 | 22 novembre  | Bruins de Boston       | 19h00 | 3-2   | SO | Canadiens de Montréal     | 11-5-3 | 25  | Carey Price    | Centre Bell                       | CBC, RDS (HD), NESN (HD)                                      |
| 20 | 24 novembre  | Islanders de New York  | 19h30 | 4-3   | SO | Canadiens de Montréal     | 11-5-4 | 26  | Carey Price    | Centre Bell                       | RDS (HD), MSG Plus (HD)                                       |
| 21 | 26 novembre  | Canadiens de Montréal  | 19h30 | 3-1   |    | Red Wings de Détroit      | 12-5-4 | 28  | Carey Price    | Joe Louis Arena                   | RDS (HD), TSN (HD), FSN Détroit (HD), NHL Network États-Unis  |
| 22 | 28 novembre  | Canadiens de Montréal  | 19h00 | 0-3   |    | Capitals de Washington    | 12-6-4 | 28  | Jaroslav Halák | Verizon Center                    | RDS (HD), CSN District de Columbia (HD), NHL Network (Canada) |
| 23 | 29 novembre  | Sabres de Buffalo      | 19h00 | 2-3   |    | Canadiens de Montréal     | 13-6-4 | 30  | Carey Price    | Centre Bell                       | CBC (HD), RDS (HD), MSG Buffalo                               |

### Décembre
| No | Date        | Visiteur                  | Heure | Score | Pr | Domicile                  | Fiche  | Pts | Gardien de but | Aréna                | Poste de Télévision                                                    |
| -- | ----------- | ------------------------- | ----- | ----- | -- | ------------------------- | ------ | --- | -------------- | -------------------- | ---------------------------------------------------------------------- |
| 24 | 2 décembre  | Thrashers d'Atlanta       | 19h30 | 4-5   |    | Canadiens de Montréal     | 14-6-4 | 32  | Carey Price    | Centre Bell          | RDS (HD), TSN (HD)                                                     |
| 25 | 4 décembre  | Rangers de New York       | 19h00 | 2-6   |    | Canadiens de Montréal     | 15-6-4 | 34  | Carey Price    | Centre Bell          | RDS (HD), CBC (HD), MSG (HD)                                           |
| 26 | 6 décembre  | Devils du New Jersey      | 19h00 | 2-1   | PR | Canadiens de Montréal     | 15-6-5 | 35  | Carey Price    | Centre Bell          | CBC (HD), RDS (HD), MSG (HD)                                           |
| 27 | 9 décembre  | Flames de Calgary         | 19h30 | 1-4   |    | Canadiens de Montréal     | 16-6-5 | 37  | Jaroslav Halák | Centre Bell          | RDS (HD), Sports Net West (HD)                                         |
| 28 | 11 décembre | Lightning de Tampa Bay    | 19h30 | 3-1   |    | Canadiens de Montréal     | 16-7-5 | 37  | Jaroslav Halák | Centre Bell          | RDS (HD), CBC (HD), SUN                                                |
| 29 | 13 décembre | Capitals de Washington    | 19h00 | 2-1   |    | Canadiens de Montréal     | 16-8-5 | 37  | Jaroslav Halák | Centre Bell          | CBC (HD), RDS (HD), NHL Network États-Unis, CSN District de Columbia + |
| 30 | 16 décembre | Canadiens de Montréal     | 19h00 | 2-3   |    | Hurricanes de la Caroline | 16-9-5 | 37  | Jaroslav Halák | RBC Center           | RDS (HD), FSN Caroline                                                 |
| 31 | 18 décembre | Flyers de Philadelphie    | 19h00 | 2-5   |    | Canadiens de Montréal     | 17-9-5 | 39  | Jaroslav Halák | Centre Bell          | RDS (HD), CBC (HD), CSN Philadelphie (HD)                              |
| 32 | 20 décembre | Sabres de Buffalo         | 19h00 | 3-4   | PR | Canadiens de Montréal     | 18-9-5 | 41  | Jaroslav Halák | Centre Bell          | RDS (HD), MSG Buffalo                                                  |
| 33 | 21 décembre | Hurricanes de la Caroline | 19h00 | 3-2   | PR | Canadiens de Montréal     | 18-9-6 | 42  | Carey Price    | Centre Bell          | RDS (HD)                                                               |
| 34 | 27 décembre | Canadiens de Montréal     | 19h00 | 3-2   |    | Penguins de Pittsburgh    | 19-9-6 | 44  | Carey Price    | Mellon Arena         | CBC (HD), RDS (HD), FSN Pittsburgh (HD), NHL Network États-Unis        |
| 35 | 29 décembre | Canadiens de Montréal     | 19h00 | 5-2   |    | Panthers de la Floride    | 20-9-6 | 46  | Carey Price    | BankAtlantic Center  | RDS (HD)                                                               |
| 36 | 30 décembre | Canadiens de Montréal     | 19h30 | 2-1   | SO | Lightning de Tampa Bay    | 21-9-6 | 48  | Carey Price    | St. Pete Times Forum | RDS (HD), SUN                                                          |

### Janvier
| No | Date       | Visiteur               | Heure | Score | Pr | Domicile               | Fiche   | Pts | Gardien de but | Aréna                 | Poste de Télévision                                  |
| -- | ---------- | ---------------------- | ----- | ----- | -- | ---------------------- | ------- | --- | -------------- | --------------------- | ---------------------------------------------------- |
| 37 | 2 janvier  | Canadiens de Montréal  | 19h00 | 1-4   |    | Devils du New Jersey   | 21-10-6 | 48  | Jaroslav Halák | Prudential Center     | RDS (HD), MSG Plus (HD), NHL Network États-Unis      |
| 38 | 4 janvier  | Panthers de la Floride | 14h00 | 5-6   | SO | Canadiens de Montréal  | 22-10-6 | 50  | Jaroslav Halák | Centre Bell           | RDS (HD), FSN Florida                                |
| 39 | 7 janvier  | Canadiens de Montréal  | 19h30 | 6-3   |    | Rangers de New York    | 23-10-6 | 52  | Jaroslav Halák | Madison Square Garden | TSN (HD), RDS (HD), MSG (HD), NHL Network États-Unis |
| 40 | 8 janvier  | Maple Leafs de Toronto | 19h30 | 2-6   |    | Canadiens de Montréal  | 24-10-6 | 54  | Jaroslav Halák | Centre Bell           | RDS (HD), Sports Net Ontario (HD)                    |
| 41 | 10 janvier | Capitals de Washington | 19h00 | 4-5   |    | Canadiens de Montréal  | 25-10-6 | 56  | Jaroslav Halák | Centre Bell           | CBC (HD), RDS (HD), CSN District de Columbia         |
| 42 | 13 janvier | Canadiens de Montréal  | 19h00 | 1-3   |    | Bruins de Boston       | 25-11-6 | 58  | Jaroslav Halák | TD Bank North Garden  | Versus (HD), RDS (HD)                                |
| 43 | 15 janvier | Predators de Nashville | 19h30 | 2-3   |    | Canadiens de Montréal  | 26-11-6 | 58  | Jaroslav Halák | Centre Bell           | RDS (HD), FSN Tennessee                              |
| 44 | 17 janvier | Canadiens de Montréal  | 19h00 | 5-4   | SO | Sénateurs d'Ottawa     | 27-11-6 | 60  | Jaroslav Halák | Place Banque Scotia   | CBC (HD), RDS (HD), NHL Network États-Unis           |
| 45 | 20 janvier | Canadiens de Montréal  | 19h00 | 2-4   |    | Thrashers d'Atlanta    | 27-12-6 | 60  | Jaroslav Halák | Philips Arena         | RDS (HD)                                             |
| 46 | 21 janvier | Canadiens de Montréal  | 19h00 | 2-5   |    | Devils du New Jersey   | 27-13-6 | 60  | Carey Price    | Prudential Center     | RDS (HD), MSG Plus (HD)                              |
| 47 | 27 janvier | Canadiens de Montréal  | 19h30 | 3-5   |    | Lightning de Tampa Bay | 27-14-6 | 60  | Carey Price    | St. Pete Times Forum  | RDS (HD), SUN                                        |
| 48 | 29 janvier | Canadiens de Montréal  | 19h30 | 1-5   |    | Panthers de la Floride | 27-15-6 | 60  | Carey Price    | BankAtlantic Center   | RDS (HD), TSN (HD), FSN Florida (HD)                 |
| 49 | 31 janvier | Kings de Los Angeles   | 15h00 | 3-4   |    | Canadiens de Montréal  | 28-15-6 | 62  | Carey Price    | Centre Bell           | RDS (HD), FSN West, CBC (HD)                         |

### Février
| No | Date        | Visiteur               | Heure | Score | Pr | Domicile               | Fiche   | Pts | Gardien de but | Aréna                 | Poste de Télévision                                                       |
| -- | ----------- | ---------------------- | ----- | ----- | -- | ---------------------- | ------- | --- | -------------- | --------------------- | ------------------------------------------------------------------------- |
| 50 | 1er février | Bruins de Boston       | 15h00 | 3-1   |    | Canadiens de Montréal  | 28-16-6 | 62  | Carey Price    | Centre Bell           | RDS (HD), NESN (HD), CBC                                                  |
| 51 | 3 février   | Penguins de Pittsburgh | 19h30 | 2-4   |    | Canadiens de Montréal  | 29-16-6 | 64  | Carey Price    | Centre Bell           | RDS (HD), FSN Pittsburgh (HD)                                             |
| 52 | 6 février   | Canadiens de Montréal  | 19h30 | 2-3   |    | Sabres de Buffalo      | 29-17-6 | 64  | Carey Price    | HSBC Arena            | RDS (HD), TSN (HD), MSG Buffalo                                           |
| 53 | 7 février   | Maple Leafs de Toronto | 19h00 | 5-2   |    | Canadiens de Montréal  | 29-18-6 | 64  | Carey Price    | Centre Bell           | CBC (HD), RDS (HD), NHL Network États-Unis                                |
| 54 | 9 février   | Canadiens de Montréal  | 21h00 | 2-6   |    | Flames de Calgary      | 29-19-6 | 64  | Carey Price    | Pengrowth Saddledome  | RDS (HD), Sports Net West (HD)                                            |
| 55 | 11 février  | Canadiens de Montréal  | 21h00 | 2-7   |    | Oilers d'Edmonton      | 29-20-6 | 64  | Carey Price    | Rexall Place          | RDS (HD), PPV Edmonton                                                    |
| 56 | 13 février  | Canadiens de Montréal  | 21h00 | 4-2   |    | Avalanche du Colorado  | 30-20-6 | 66  | Jaroslav Halák | Centre Bell           | RDS (HD), TSN (HD), Altitude (HD)                                         |
| 57 | 15 février  | Canadiens de Montréal  | 22h00 | 2-4   |    | Canucks de Vancouver   | 30-21-6 | 66  | Jaroslav Halák | Generals Motors Place | RDS (HD), PPV Vancouver                                                   |
| 58 | 18 février  | Canadiens de Montréal  | 19h30 | 3-4   | SO | Capitals de Washington | 30-21-7 | 67  | Carey Price    | Verizon Center        | RDS (HD), TSN (HD), CSN District de Columbia (HD), NHL Network États-Unis |
| 59 | 19 février  | Canadiens de Montréal  | 19h00 | 4-5   |    | Penguins de Pittsburgh | 30-22-7 | 67  | Carey Price    | Mellon Arena          | RDS (HD), CBC (HD), FSN Pittsburgh (HD), NHL Network États-Unis           |
| 60 | 21 février  | Sénateurs d'Ottawa     | 15h00 | 3-5   |    | Canadiens de Montréal  | 31-22-7 | 69  | Jaroslav Halák | Centre Bell           | RDS (HD), CBC (HD), NHL Network États-Unis                                |
| 61 | 24 février  | Canucks de Vancouver   | 19h30 | 0-3   |    | Canadiens de Montréal  | 32-22-7 | 71  | Jaroslav Halák | Centre Bell           | RDS (HD), Sports Net Pacifique                                            |
| 62 | 27 février  | Canadiens de Montréal  | 19h00 | 4-3   | PR | Flyers de Philadelphie | 33-22-7 | 73  | Jaroslav Halák | Wachovia Center       | TSN (HD), RDS (HD), CSN Philadelphie (HD)                                 |
| 63 | 28 février  | Sharks de San Jose     | 19h00 | 2-3   |    | Canadiens de Montréal  | 34-22-7 | 75  | Jaroslav Halák | Centre Bell           | RDS (HD), CBC (HD), CSN Bay Area                                          |

### Mars
| No | Date    | Visiteur               | Heure | Score | Pr | Domicile              | Fiche    | Pts | Gardien de but | Aréna                    | Poste de Télévision                                          |
| -- | ------- | ---------------------- | ----- | ----- | -- | --------------------- | -------- | --- | -------------- | ------------------------ | ------------------------------------------------------------ |
| 64 | 4 mars  | Canadiens de Montréal  | 19h30 | 1-5   |    | Sabres de Buffalo     | 34-23-7  | 75  | Carey Price    | HSBC Arena               | RDS (HD), TSN (HD), NHL Network États-Unis, MSG Buffalo (HD) |
| 65 | 6 mars  | Canadiens de Montréal  | 19h30 | 0-2   |    | Thrashers d'Atlanta   | 34-24-7  | 75  | Carey Price    | Philips Arena            | NHL Network Canada, RDS (HD), NHL Network États-Unis         |
| 66 | 8 mars  | Canadiens de Montréal  | 18h00 | 3-1   |    | Stars de Dallas       | 35-24-7  | 77  | Carey Price    | American Airlines Center | RDS (HD), NHL Network Canada, FSN Southwest                  |
| 67 | 10 mars | Oilers d'Edmonton      | 19h30 | 3-4   | PR | Canadiens de Montréal | 36-24-7  | 79  | Carey Price    | Centre Bell              | RDS (HD), Sports Net West                                    |
| 68 | 12 mars | Islanders de New York  | 19h30 | 3-2   | PR | Canadiens de Montréal | 36-24-8  | 80  | Carey Price    | Centre Bell              | RDS (HD), MSG Plus (HD)                                      |
| 69 | 14 mars | Devils du New Jersey   | 19h00 | 3-1   |    | Canadiens de Montréal | 36-25-8  | 80  | Jaroslav Halák | Centre Bell              | CBC (HD), RDS (HD), MSG Plus (HD)                            |
| 70 | 17 mars | Rangers de New York    | 19h30 | 4-3   | SO | Canadiens de Montréal | 36-25-9  | 81  | Carey Price    | Centre Bell              | RDS (HD), MSG (HD)                                           |
| 71 | 19 mars | Canadiens de Montréal  | 19h30 | 4-5   |    | Sénateurs d'Ottawa    | 36-26-9  | 81  | Jaroslav Halák | Place Banque Scotia      | RDS (HD), Sports Net Est (HD)                                |
| 72 | 21 mars | Maple Leafs de Toronto | 19h00 | 5-2   |    | Canadiens de Montréal | 36-27-9  | 81  | Jaroslav Halák | Centre Bell              | CBC (HD), RDS (HD), NHL Network États-Unis                   |
| 73 | 24 mars | Thrashers d'Atlanta    | 19h30 | 3-6   |    | Canadiens de Montréal | 37-27-9  | 83  | Carey Price    | Centre Bell              | RDS (HD), SportsSouth                                        |
| 74 | 26 mars | Lightning de Tampa Bay | 19h30 | 3-2   | PR | Canadiens de Montréal | 38-27-9  | 85  | Carey Price    | Centre Bell              | RDS (HD), TSN (HD), SUN                                      |
| 75 | 28 mars | Sabres de Buffalo      | 19h00 | 4-3   | SO | Canadiens de Montréal | 38-27-10 | 86  | Carey Price    | Centre Bell              | RDS (HD), CBC (HD), MSG Buffalo                              |
| 76 | 31 mars | Blackhawks de Chicago  | 19h30 | 1-4   |    | Canadiens de Montréal | 39-27-10 | 88  | Carey Price    | Centre Bell              | RDS (HD), TSN (HD), Versus (HD)                              |

### Avril
| No | Date     | Visiteur               | Heure | Score | Pr | Domicile               | Fiche    | Pts | Gardien de but | Aréna                             | Poste de Télévision                        |
| -- | -------- | ---------------------- | ----- | ----- | -- | ---------------------- | -------- | --- | -------------- | --------------------------------- | ------------------------------------------ |
| 77 | 2 avril  | Canadiens de Montréal  | 19h00 | 5-1   |    | Islanders de New York  | 40-27-10 | 90  | Jaroslav Halák | Nassau Veterans Memorial Coliseum | TSN (HD), RDS (HD), MSG Plus (HD)          |
| 78 | 4 avril  | Canadiens de Montréal  | 19h00 | 6-2   |    | Maple Leafs de Toronto | 41-27-10 | 92  | Jaroslav Halák | Centre Air Canada                 | CBC (HD), RDS (HD), NHL Network États-Unis |
| 79 | 6 avril  | Sénateurs d'Ottawa     | 19h30 | 3-2   |    | Canadiens de Montréal  | 41-28-10 | 92  | Jaroslav Halák | Centre Bell                       | RDS (HD), Sports Net Est                   |
| 80 | 7 avril  | Canadiens de Montréal  | 19h00 | 3-1   |    | Rangers de New York    | 41-29-10 | 92  | Carey Price    | Madison Square Garden             | RDS (HD), MSG 2                            |
| 81 | 9 avril  | Canadiens de Montréal  | 19h00 | 4-5   | PR | Bruins de Boston       | 41-29-11 | 93  | Carey Price    | TD Bank North Garden              | NHL Network Canada, RDS (HD), NESN (HD)    |
| 82 | 11 avril | Penguins de Pittsburgh | 19h00 | 3-1   |    | Canadiens de Montréal  | 41-30-11 | 93  | Carey Price    | Centre Bell                       | RDS (HD), CBC (HD), FSN Pittsburgh (HD)    |

## Joueurs
| \| Joueur \| PJ \| B \| A \| Pts \| +/- \| Pun \| \| PJ \| B \| A \| Pts \| +/- \| Pun \| \| --------------------- \| -- \| -- \| -- \| --- \| --- \| --- \| \| -- \| - \| - \| --- \| --- \| --- \| \| Alex Kovalev \| 78 \| 26 \| 39 \| 65 \| -5 \| 74 \| \| 4 \| 2 \| 1 \| 3 \| 0 \| 2 \| \| Andreï Markov \| 78 \| 12 \| 52 \| 64 \| -2 \| 36 \| \| - \| - \| - \| - \| - \| - \| \| Saku Koivu \| 65 \| 16 \| 34 \| 50 \| 4 \| 44 \| \| 4 \| 0 \| 3 \| 3 \| -1 \| 2 \| \| Andrei Kostitsyn \| 74 \| 23 \| 18 \| 41 \| -7 \| 50 \| \| 4 \| 1 \| 0 \| 1 \| -2 \| 2 \| \| Alex Tanguay \| 50 \| 16 \| 25 \| 41 \| 13 \| 34 \| \| 2 \| 0 \| 1 \| 1 \| 2 \| 2 \| \| Tomas Plekanec \| 80 \| 20 \| 19 \| 39 \| -9 \| 54 \| \| 3 \| 0 \| 0 \| 0 \| -5 \| 4 \| \| Robert Lang \| 50 \| 18 \| 21 \| 39 \| 6 \| 36 \| \| - \| - \| - \| - \| - \| - \| \| Roman Hamrlik \| 81 \| 6 \| 27 \| 33 \| 4 \| 62 \| \| 4 \| 0 \| 0 \| 0 \| -5 \| 2 \| \| Maxim Lapierre \| 79 \| 15 \| 13 \| 28 \| 9 \| 76 \| \| 4 \| 0 \| 0 \| 0 \| -3 \| 26 \| \| Guillaume Latendresse \| 56 \| 14 \| 12 \| 26 \| 4 \| 45 \| \| 4 \| 0 \| 0 \| 0 \| -2 \| 12 \| \| Christopher Higgins \| 57 \| 12 \| 11 \| 23 \| -1 \| 22 \| \| 4 \| 2 \| 0 \| 2 \| -1 \| 2 \| \| Sergei Kostitsyn \| 56 \| 8 \| 15 \| 23 \| -3 \| 64 \| \| 1 \| 0 \| 0 \| 0 \| 0 \| 2 \| \| Josh Gorges \| 81 \| 4 \| 19 \| 23 \| 12 \| 37 \| \| 4 \| 0 \| 1 \| 1 \| 0 \| 7 \| \| Tom Kostopoulos \| 78 \| 8 \| 14 \| 22 \| -1 \| 106 \| \| 4 \| 0 \| 1 \| 1 \| -1 \| 4 \| \| Matt D'Agostini \| 53 \| 12 \| 9 \| 21 \| -17 \| 16 \| \| 3 \| 0 \| 0 \| 0 \| -5 \| 0 \| \| Patrice Brisebois \| 62 \| 5 \| 13 \| 18 \| -3 \| 19 \| \| 1 \| 0 \| 0 \| 0 \| -1 \| 0 \| \| Mathieu Schneider† \| 23 \| 5 \| 12 \| 17 \| -2 \| 14 \| \| 2 \| 0 \| 0 \| 0 \| -2 \| 4 \| \| Mathieu Dandenault \| 41 \| 4 \| 8 \| 12 \| 7 \| 17 \| \| 4 \| 0 \| 0 \| 0 \| -2 \| 0 \| \| Max Pacioretty \| 34 \| 3 \| 8 \| 11 \| -3 \| 27 \| \| - \| - \| - \| - \| - \| - \| \| Mike Komisarek \| 66 \| 2 \| 9 \| 11 \| 0 \| 121 \| \| 4 \| 0 \| 0 \| 0 \| -4 \| 20 \| \| Steve Bégin‡ \| 42 \| 6 \| 4 \| 10 \| -5 \| 27 \| \| - \| - \| - \| - \| - \| - \| \| Francis Bouillon \| 54 \| 5 \| 4 \| 9 \| -7 \| 53 \| \| 1 \| 0 \| 0 \| 0 \| 0 \| 0 \| \| Ryan O'Byrne \| 37 \| 0 \| 5 \| 5 \| -7 \| 58 \| \| 2 \| 0 \| 0 \| 0 \| -1 \| 2 \| \| Glen Metropolit† \| 41 \| 4 \| 8 \| 12 \| 7 \| 17 \| \| 4 \| 0 \| 0 \| 0 \| -2 \| 0 \| \| Kyle Chipchura \| 13 \| 0 \| 3 \| 3 \| -6 \| 5 \| \| - \| - \| - \| - \| - \| - \| \| Georges Laraque \| 33 \| 0 \| 2 \| 2 \| -6 \| 61 \| \| 4 \| 0 \| 0 \| 0 \| -1 \| 4 \| \| Yannick Weber \| 3 \| 0 \| 1 \| 1 \| -1 \| 2 \| \| 3 \| 1 \| 1 \| 2 \| 0 \| 0 \| \| Gregory Stewart \| 20 \| 0 \| 1 \| 1 \| -4 \| 32 \| \| 2 \| 0 \| 0 \| 0 \| -3 \| 2 \| \| Carey Price \| 52 \| 0 \| 1 \| 1 \| 0 \| 4 \| \| 4 \| 0 \| 0 \| 0 \| 0 \| 0 \| \| Marc Denis \| 1 \| 0 \| 0 \| 0 \| 0 \| 0 \| \| - \| - \| - \| - \| - \| - \| \| Doug Janik† \| 2 \| 0 \| 0 \| 0 \| -1 \| 2 \| \| - \| - \| - \| - \| - \| - \| \| Alex Henry \| 2 \| 0 \| 0 \| 0 \| -2 \| 10 \| \| - \| - \| - \| - \| - \| - \| \| Ben Maxwell \| 7 \| 0 \| 0 \| 0 \| -1 \| 2 \| \| - \| - \| - \| - \| - \| - \| \| Jaroslav Halák \| 34 \| 0 \| 0 \| 0 \| 0 \| 0 \| \| 1 \| 0 \| 0 \| 0 \| 0 \| 0 \| |    |    |    |     |     |     |  |    |   |   |     |     |     |
| Joueur | PJ | B  | A  | Pts | +/- | Pun |  | PJ | B | A | Pts | +/- | Pun |
| Alex Kovalev | 78 | 26 | 39 | 65  | -5  | 74  |  | 4  | 2 | 1 | 3   | 0   | 2   |
| Andreï Markov | 78 | 12 | 52 | 64  | -2  | 36  |  | -  | - | - | -   | -   | -   |
| Saku Koivu | 65 | 16 | 34 | 50  | 4   | 44  |  | 4  | 0 | 3 | 3   | -1  | 2   |
| Andrei Kostitsyn | 74 | 23 | 18 | 41  | -7  | 50  |  | 4  | 1 | 0 | 1   | -2  | 2   |
| Alex Tanguay | 50 | 16 | 25 | 41  | 13  | 34  |  | 2  | 0 | 1 | 1   | 2   | 2   |
| Tomas Plekanec | 80 | 20 | 19 | 39  | -9  | 54  |  | 3  | 0 | 0 | 0   | -5  | 4   |
| Robert Lang | 50 | 18 | 21 | 39  | 6   | 36  |  | -  | - | - | -   | -   | -   |
| Roman Hamrlik | 81 | 6  | 27 | 33  | 4   | 62  |  | 4  | 0 | 0 | 0   | -5  | 2   |
| Maxim Lapierre | 79 | 15 | 13 | 28  | 9   | 76  |  | 4  | 0 | 0 | 0   | -3  | 26  |
| Guillaume Latendresse | 56 | 14 | 12 | 26  | 4   | 45  |  | 4  | 0 | 0 | 0   | -2  | 12  |
| Christopher Higgins | 57 | 12 | 11 | 23  | -1  | 22  |  | 4  | 2 | 0 | 2   | -1  | 2   |
| Sergei Kostitsyn | 56 | 8  | 15 | 23  | -3  | 64  |  | 1  | 0 | 0 | 0   | 0   | 2   |
| Josh Gorges | 81 | 4  | 19 | 23  | 12  | 37  |  | 4  | 0 | 1 | 1   | 0   | 7   |
| Tom Kostopoulos | 78 | 8  | 14 | 22  | -1  | 106 |  | 4  | 0 | 1 | 1   | -1  | 4   |
| Matt D'Agostini | 53 | 12 | 9  | 21  | -17 | 16  |  | 3  | 0 | 0 | 0   | -5  | 0   |
| Patrice Brisebois | 62 | 5  | 13 | 18  | -3  | 19  |  | 1  | 0 | 0 | 0   | -1  | 0   |
| Mathieu Schneider† | 23 | 5  | 12 | 17  | -2  | 14  |  | 2  | 0 | 0 | 0   | -2  | 4   |
| Mathieu Dandenault | 41 | 4  | 8  | 12  | 7   | 17  |  | 4  | 0 | 0 | 0   | -2  | 0   |
| Max Pacioretty | 34 | 3  | 8  | 11  | -3  | 27  |  | -  | - | - | -   | -   | -   |
| Mike Komisarek | 66 | 2  | 9  | 11  | 0   | 121 |  | 4  | 0 | 0 | 0   | -4  | 20  |
| Steve Bégin‡ | 42 | 6  | 4  | 10  | -5  | 27  |  | -  | - | - | -   | -   | -   |
| Francis Bouillon | 54 | 5  | 4  | 9   | -7  | 53  |  | 1  | 0 | 0 | 0   | 0   | 0   |
| Ryan O'Byrne | 37 | 0  | 5  | 5   | -7  | 58  |  | 2  | 0 | 0 | 0   | -1  | 2   |
| Glen Metropolit† | 41 | 4  | 8  | 12  | 7   | 17  |  | 4  | 0 | 0 | 0   | -2  | 0   |
| Kyle Chipchura | 13 | 0  | 3  | 3   | -6  | 5   |  | -  | - | - | -   | -   | -   |
| Georges Laraque | 33 | 0  | 2  | 2   | -6  | 61  |  | 4  | 0 | 0 | 0   | -1  | 4   |
| Yannick Weber | 3  | 0  | 1  | 1   | -1  | 2   |  | 3  | 1 | 1 | 2   | 0   | 0   |
| Gregory Stewart | 20 | 0  | 1  | 1   | -4  | 32  |  | 2  | 0 | 0 | 0   | -3  | 2   |
| Carey Price | 52 | 0  | 1  | 1   | 0   | 4   |  | 4  | 0 | 0 | 0   | 0   | 0   |
| Marc Denis | 1  | 0  | 0  | 0   | 0   | 0   |  | -  | - | - | -   | -   | -   |
| Doug Janik† | 2  | 0  | 0  | 0   | -1  | 2   |  | -  | - | - | -   | -   | -   |
| Alex Henry | 2  | 0  | 0  | 0   | -2  | 10  |  | -  | - | - | -   | -   | -   |
| Ben Maxwell | 7  | 0  | 0  | 0   | -1  | 2   |  | -  | - | - | -   | -   | -   |
| Jaroslav Halák | 34 | 0  | 0  | 0   | 0   | 0   |  | 1  | 0 | 0 | 0   | 0   | 0   |

†Joueur ayant été dans une autre équipe, les statistiques sont celles avec les Canadiens seulement.
‡Joueur échangé par les Canadiens durant la saison, les statistiques sont celles avec les Canadiens seulement.
| Nom            | PJ | V  | D  | Pr. | Min  | BC  | Moy  | %Arr | Bl |
| -------------- | -- | -- | -- | --- | ---- | --- | ---- | ---- | -- |
| Carey Price    | 52 | 23 | 16 | 10  | 3036 | 143 | 2,83 | 90,5 | 1  |
| Jaroslav Halák | 34 | 18 | 14 | 1   | 1931 | 92  | 2.86 | 91,5 | 1  |
| Marc Denis     | 1  | 0  | 0  | 0   | 20   | 1   | 3.00 | 85,7 | 0  |

| Nom            | PJ | V | D | Min | BC | Moy  | %Arr | Bl |
| -------------- | -- | - | - | --- | -- | ---- | ---- | -- |
| Carey Price    | 4  | 0 | 4 | 219 | 15 | 4,11 | 12,3 | 0  |
| Jaroslav Halák | 1  | 0 | 0 | 20  | 0  | 0.00 | 10,0 | 0  |

## Mouvements d’effectifs

### Transactions
| Date              | Détails | Détails |
| ----------------- | --- | --- |
| 20 juin 2008      | Aux Flames de Calgary Choix de 1re ronde (25e au total, Greg Nemisz) en 2008Choix de 2e ronde (49e au total, Stefan Elliott) en 2009     | Aux Canadiens de Montréal Alex Tanguay Choix de 5e ronde (138e au total) en 2008                                   |
| 12 septembre 2008 | Au Blackhawks de Chicago Choix de 2e ronde (32e au total) en 2010                                                                        | Aux Canadiens de Montréal Robert Lang                                                                              |
| 5 janvier 2009    | Aux Penguins de PittsburghChoix conditionnel de 7e ronde (207e au total) en 2010                                                         | Aux Canadiens de Montréal T. J. Kemp                                                                               |
| 16 février 2009   | Aux Trashers d'Atlanta Choix de 2e ronde (45e au total, Jeremy Morin) en 2009 Choix de 3e ronde (87e au total, Julian Melchiori) en 2010 | Aux Canadiens de Montréal Mathieu Schneider Choix conditionnel de 3e ronde (65e au total, Joonas Nättinen) en 2009 |
| 26 septembre 2009 | Aux Stars de Dallas Steve Bégin | Aux Canadiens de Montréal Doug Janik                                                                               |

### Signature d'agent libre
| Joueur          | Date           | Durée du contrat | Salaire     | Ancienne franchise     |
| Georges Laraque | 3 juillet 2008 | 3 ans            | 4 500 000 $ | Penguins de Pittsburgh |
| Marc Denis      | 3 juillet 2008 | 1 an             | -           | Lightning de Tampa Bay |
| Alex Henry      | 3 juillet 2008 | 1 an             | -           | Predators de Nashville |
| Ryan Flinn      | 7 juillet 2008 | 1 an             | -           | Oilers d'Edmonton      |

### Départs d'agent libre
| Joueur           | Date             | Contrat | Salaire     | Franchise suivante    |
| Janne Lahti      | 21 avril 2008    | 3 ans   | -           | Jokerit Helsinki      |
| Brett Engelhardt | 8 mai 2008       | -       | -           | Augsburger Panther    |
| Jonathan Ferland | 13 mai 2008      | -       | -           | EC VSV                |
| Mark Streit      | 1er juillet 2008 | 5 ans   | 20 500 000$ | Islanders de New York |
| Michael Ryder    | 1er juillet 2008 | 3 ans   | 4 000 000$  | Bruins de Boston      |
| Yann Danis       | 2 juillet 2008   | 1 an    | -           | Islanders de New York |
| Duncan Milroy    | 31 juillet 2008  | -       | -           | ERC Ingolstadt        |

### Réclamé aux ballotage
| Joueur          | Date            | Ancienne équipe        |
| Glen Metropolit | 27 février 2009 | Flyers de Philadelphie |

### Choix au repêchage
| Ronde | Rang | Joueurs         | Position       | Nationalité | Équipe junior                         |
| 2     | 25   | Danny Kristo    | Ailier droit   | États-Unis  | États-Unis (USHL)                     |
| 3     | 86   | Steve Quailer   | Ailier droit   | États-Unis  | Northeastern University (Hockey East) |
| 4     | 116  | Jason Missiaen  | Gardien de but | Canada      | Petes de Peterborough (LHO)           |
| 5     | 138  | Maksim Trouniov | Ailier droit   | Russie      | Severstal Tcherepovets (Pervaïa Liga) |
| 7     | 206  | Patrick Johnson | Attaquant      | États-Unis  | University of Wisconsin (NCAA)        |

## Poste de diffusion
| Pays                           | Poste anglais                                              | Poste français |
| Canada                         | CBC, TSN, NHL Network (Canada)                             | RDS, RIS       |
| États-Unis                     | Versus, ESPN, NBC, CBS, FOX, HDNet, NHL Network États-Unis |                |
| Europe                         | Union NASN, NHL Network Europe                             |                |
| Russie                         | NTV                                                        |                |
| Japon, Corée du Sud, Thaïlande | ASN                                                        |                |